# Yan Karlens
 (mars 2013).
Si vous disposez d'ouvrages ou d'articles de référence ou si vous connaissez des sites web de qualité traitant du thème abordé ici, merci de compléter l'article en donnant les références utiles à sa vérifiabilité et en les liant à la section « Notes et références ».
Yan Karlens (né à Metz le 16 août 1971) est un auteur-compositeur-interprète français.

## Biographie
Yan Karlens a d'abord travaillé au sein de Dead Flowers (1989-1996) et Vox Irae  (1996-1998), puis a fondé le collectif à géométrie variable Volume.
Aujourd'hui, il mène une aventure musicale en solo : Avant de lever le camp ; Pialat est mort d'après une nouvelle d'Olivier Adam extraite du livre Passer l'hiver ; Peau d'oignon, textes écrits et lus par Éric Pessan ; Murat-Le-Quaire, 16 chansons écrites par Jean-Louis Murat ; Belgrade, album acoustique. Écriture du nouvel album en cours.

## Discographie
- 1997  : Tenir l'ange  en public aux Trinitaires à Metz.
- 2002  : Accumulations.
- 2004  : Double négatif.
- 2006  : Avant de lever le camp.
- 2009  : Pialat est mort
- 2011 : Peau d'oignon, textes écrits et lus par Eric Pessan ; musiques Yan Karlens ; mixage et mastering Raoul Leininger.
- 2012 : Murat-Le-Quaire, 16 titres, hommage à Jean-Louis Murat ; textes et musiques: JLM Bergheaud ; enregistrement mixage et mastering Raoul Leininger ; label 3 H productions.
- 2015 : Belgrade